# ノヴァーク・イロナ
ノヴァーク・イロナ（ハンガリー語: Novák Ilona、1925年5月16日 - 2019年3月14日）は、ハンガリーの元競泳選手。
ブダペスト生まれ。出場した1948年のロンドンオリンピックで、100m背泳ぎで4位、4×100m自由形リレーで5位につけた。4年後のヘルシンキオリンピックにも出場し、4×100m自由形リレーでハンガリーチームの主将として金メダルを獲得した 。1973年に妹のノヴァーク・エーヴァとともにアメリカ合衆国、フロリダ州フォートローダーデールの国際水泳殿堂入り。